# Tiverton Castle
Tiverton Castle er ruinen af en middelalderborg, der ligger på breden af floden Exe ved Tiverton i Devon, England.
Borgen kan dateres tilbag etil 1106. Den blev ødelagt under den engelske borgerkrig, og blev herefter ombygget til et country house i 1600-tallet.